# 拉維納 (加利福尼亞州)
拉維納（英語：La Vina）是位於美國加利福尼亞州馬德拉縣的一個人口普查指定地區。

## 地理
拉維納的座標為36°52′58″N 120°06′38″W / 36.88278°N 120.11056°W，而該地最高點為海拔高度70米（即230英尺）。

## 人口
根據2010年美國人口普查的數據，拉維納的面積為0.261平方千米，均為陸地。當地共有人口279人，而人口密度為每平方千米1,068人。